# Raymond Renard (artiste)
Pour les articles homonymes, voir Raymond Renard et Renard (homonymie).
Raymond Renard (6 février 1929, Auderghem – 16 août 2002, Ixelles) est un graphiste, illustrateur, affichiste, scénographe, costumier et peintre belge. Surtout actif comme décorateur de théâtre, il signe plus de 450 réalisations en Belgique et à l’étranger entre 1955 et 2002. Il reçoit notamment le prix du meilleur décor au Festival du théâtre latin de Barcelone pour Il pleut dans ma maison de Paul Willems (mise en scène Pierre Laroche, Rideau de Bruxelles).
À propos de ce décor, Paul Willems écrit (2004) : « Il fallait aussi un décorateur qui puisse faire pousser un arbre dans un salon, faire naviguer une barque sur une scène non machinée, et faire descendre un rideau qui soit tissé de pluie, de roseaux et de lumière, un décorateur qui rende tout cela faux et vrai à la fois, c'est-à-dire crédible. Et ils choisirent Raymond Renard. »

## Éléments biographiques
À l’Institut supérieur des arts décoratifs (La Cambre, section Publicité), Renard a pour professeurs Joris Minne et Lucien De Roeck. Encore étudiant, il crée des décors pour le Rataillon (laboratoire de théâtre fondé par Albert Lepage) et pour la Tour de Babel, la Poubelle et le Cheval Blanc, cabarets littéraires animés par Jo Dekmine.
En 1950, il obtient son diplôme de capacité en publicité (plus grande distinction) et fonde la société Publicité Nouvelle. Il produit des créations publicitaires : stands, dépliants, brochures.
Orienté vers le théâtre, il se présente en 1955 au Théâtre de Poche (Ixelles) avec quelques dessins. Le directeur Roger Domani lui propose un contrat annuel de décorateur, costumier et graphiste. Dès le lendemain, il conçoit le décor de Pièces détachées (mise en scène Roland Ravez).
Sa carrière de décorateur se développe rapidement avec de grands metteurs en scène belges et étrangers. Il réalise aussi ses premières affiches de théâtre,.
Après cinq années au Théâtre de Poche, d’autres théâtres bruxellois le sollicitent. En Belgique, il travaille pour le Théâtre de l’Équipe, le Théâtre Molière, le Théâtre National de Belgique, le Rideau de Bruxelles, le Théâtre royal du Parc, la Compagnie des Galeries, l’Atelier théâtral de Louvain-la-Neuve, le (nouveau) Gymnase, l’Opéra de Liège, l’Opéra national (La Monnaie), le KVS, le Théâtre royal de Toone, etc., et à l’étranger pour le Centre dramatique du Nord (France), la Haagse Comedie (Pays‑Bas), le Théâtre de Cologne (Allemagne), entre autres,,,,.
Avec la « Ronde du Théâtre National », les tournées et festivals, ses décors voyagent en Belgique et à l’international : Amsterdam, Arnhem, Barcelone, Cologne, Cracovie, Léopoldville, Lisbonne, Londres, Maastricht, Madrid, Montréal, Moscou, Paris, Poznań, Varsovie, Venise, etc.
Il participe au Festival off en 1989 avec le Théâtre de Poche et, en 1998, crée le décor du Voyage de Noël d’Alain Gras (mise en scène Paul Anrieu).
Renard a également été chargé de cours à l’Institut des arts de diffusion (I.A.D.).
Parallèlement, il peint et expose,.
Il décède le 16 août 2002 alors qu’il préparait une exposition de peintures à la Maison du Spectacle La Bellone, projet d’illustrer trente pièces de théâtre (vingt‑six réalisées),,,.

## Créations publicitaires: brochures, catalogues, stands
Renard conçoit des dessins publicitaires et décore des stands pour Les Arts et leurs moyens d’expression a.s.b.l., les Éts BERG (concession FIAT), la Compagnie générale d’Automobile et d’Aviation au Congo, le Centre d’Encouragement Épargne et Placements Immobiliers, le Commissariat général au Tourisme, l’Écran du Séminaire des Arts, les éditions Arts et Voyages, la S.A. de l’Exposition universelle de Bruxelles 1958, le ministère des Affaires économiques et des Classes moyennes, le ministère de la Santé publique et de la Famille, la SABENA, la Maison Louis Sanders, TUBAX S.A., les Éts Weissenbruch, etc.,,,,,,.
« Si son travail d’affichiste fait parfois figure d’OVNI dans le monde de la publicité, la poésie de ses réalisations témoigne de la fidélité d’un homme à une forme d’art pour tous. »

## Affiches de théâtre
Dans les années 1950, les théâtres cherchent une identité visuelle forte et confient des « signatures » à des artistes. À Bruxelles, le Théâtre de Poche et le Rideau de Bruxelles retiennent Renard. Les mises en page se répètent d’un spectacle à l’autre, seul le texte change.
Pour le Théâtre de Poche, il dessine deux affiches « signature » (Arlequin tenant une affiche ; Monsieur Loyal tenant une pancarte) et réalise cartons d’invitation et couvertures de programmes.
Pour le Rideau de Bruxelles, il signe deux affiches « cadre de scène » (pour « le Rideau » et pour les « Midis du Rideau »),. Il réalise aussi des affiches de saison,,,,. 
Pour le Théâtre des Galeries, il conçoit affiches et dépliants pour les 12 spectacles de la saison 1964‑1965.
Il réalise aussi des affiches liées au contenu des pièces : « Il établissait une osmose entre le décor et l’affiche qui restaient pour lui étroitement liés. »
- 1959‑1960 : Tchin‑Tchin de François Billetdoux, mise en scène François Darbon, Rideau de Bruxelles.
- 1961‑1962 : Les Possédés d’Albert Camus, mise en scène Pierre Laroche, Rideau de Bruxelles[36].
- 1961‑1962 : Les Rivaux de Richard Brinsley Sheridan, mise en scène Henri Billen, Rideau de Bruxelles[37].
- 1961‑1962 : Tueur sans gages d’Eugène Ionesco, mise en scène Emile Lanc, Rideau de Bruxelles[38].
- 1961‑1962 : Il pleut dans ma maison de Paul Willems, mise en scène Pierre Laroche, Rideau de Bruxelles[39].
- 1961‑1962 : La Demoiselle à la cruche de Lope de Vega, mise en scène Julien Bertheau, Rideau de Bruxelles[40].
- 1963‑1964 : Volpone de Ben Jonson, mise en scène Jo Dua, Compagnie des Galeries.
- 1963‑1964 : Les Trois Mousquetaires d’Alexandre Dumas, mise en scène Roger Planchon et Claude Lochy, Compagnie des Galeries.
- 1963‑1964 : Une Femme qui attend de Jacques Joël et Jean Welle d’après Eva Hunter, mise en scène Jean‑Louis Colmant, Compagnie des Galeries.
- 1973‑1974 : Le Nosferat (Groupe de Chambre de Maurice Rabinowicz), Théâtre de Poche[41].
- 1986‑1987 : Mambo et son juge de Richard Bégault, mise en scène Jean‑Daniel Laval, Théâtre de Poche[42].
- 1986‑1987 : Camille de Pam Gems, mise en scène Jules‑Henri Marchant, Rideau de Bruxelles[43].
- 1987‑1988 : Le Journal secret d’Adrian Mole, 13 ans 3/4 de Sue Townsend, mise en scène Daniel Scahaise, Théâtre de Poche[44].
- 1987‑1988 : Le Chemin de la Mecque d’Athol Fugard, mise en scène Frédéric Latin, Théâtre de Poche[45].
- 1988‑1989 : La Chute d’Albert Camus, mise en scène Paul Anrieu, Théâtre National de Belgique.
- 1988‑1989 : L’Art d’aimer d’Ovide, mise en scène Roland Mahauden, Théâtre de Poche[46].
- 1988‑1989 : La Métamorphose de Franz Kafka, mise en scène Steven Berkoff, Théâtre de Poche[47].
- 1992‑1993 : Les Satires de Juvénal de Michel Grodent, mise en scène Roland Mahauden, Théâtre de Poche[48].

À l’occasion du 40e anniversaire du Rideau de Bruxelles, des affiches en noir et blanc dessinées par Renard sont insérées dans les programmes :
- 1969‑1970 : Le Médecin malgré lui de Molière, mise en scène Gérard Vivane, Rideau de Bruxelles[49].
- 1969‑1970 : La Cantatrice chauve d’Eugène Ionesco, mise en scène Albert‑André L’Heureux, Rideau de Bruxelles[49].
- 1969‑1970 : Jacques le Fataliste et son maître de Denis Diderot, mise en scène Denyse Périez, Rideau de Bruxelles[50].
- 1969‑1970 : Six personnages en quête d’auteur de Luigi Pirandello, mise en scène Julien Bertheau, Rideau de Bruxelles.
- 1969‑1970 : L’Amante anglaise de Marguerite Duras, mise en scène Gérard Vivane, Rideau de Bruxelles[51].
- 1969‑1970 : La Valse des toréadors de Jean Anouilh, mise en scène Claude Étienne, Rideau de Bruxelles[52].
- 1969‑1970 : Le Barbier de Séville ou la précaution inutile de Beaumarchais, mise en scène André Ghisle, Rideau de Bruxelles[53].
- 1969‑1970 : Le Véritable inspecteur Hound de Tom Stoppard, mise en scène Frédéric Latin, Rideau de Bruxelles[54].
- 1969‑1970 : Triangle de James Saunders, mise en scène Jean‑Claude Bodson, Rideau de Bruxelles[54].

Peinture et affiche : rares en théâtre, à noter deux affiches « peintes » pour le Théâtre de Poche :
- 1972‑1973 : La Noce chez les Petits bourgeois de Bertolt Brecht, mise en scène Derek Goldby[55].
- 1980‑1981 : Charcuterie fine de Tilly, mise en scène Derek Goldby[56].

« Ces deux affiches sont conçues comme de véritables portraits de groupes [...]. Une certaine distance est établie entre la violence des propos tenus par ces deux spectacles et l’image que le peintre en donne. »

## Théâtre : décors, costumes et autres publications
« Pour Raymond Renard, le décor est un acteur comme un autre. [...] »
Entre 1955 et 2002, Renard réalise plus de 450 décors.

### En Belgique

#### Cabaret littéraire La Poubelle, Bruxelles
- 1952 : La Femme‑rose, mimodrame en un acte (Renard et J. Heyndels).
- 1953 : L’Opéra de quat’sous d’André Demoustier et Robert Thonon d’après Bertolt Brecht : mise en scène, décors, marionnettes, programme et carton d’invitation.

#### Théâtre de Poche, Bruxelles
Le Théâtre de Poche naît en 1951, lieu d’avant‑garde.
Entre 1954 et 1958, Renard y travaille exclusivement (environ 30 pièces). Exemples :
- 1954‑1955 : Pièces détachées, 10 courtes pièces de Jean Tardieu et Georges Courteline, mise en scène Roland Ravez : décors et carton d’invitation[59].
- 1955‑1956 : L’Amour en papier de Louis Ducreux, mise en scène Roland Ravez : décors et costumes[60].
- 1955‑1956 : Les Taureaux d’Alexandre Arnoux, mise en scène Roland Ravez : décors et costumes[61].
- 1955‑1956 : Les Chaises et La Leçon d’Eugène Ionesco, mise en scène Roland Ravez : décors[62],[63].

À partir de 1958, il reste fidèle au Poche tout en collaborant ailleurs (jusqu’en 1992).

#### Théâtre de l’Équipe (itinérant), Bruxelles
- 1958‑1959 : Les Plaideurs (Racine) : décors.
- 1958‑1959 : On ne badine pas avec l’amour (Musset) : décors.
- 1959‑1960 : La Peur des coups (Courteline) : décors.
- 1959‑1960 : Poil de Carotte (Jules Renard) : décors.
- 1959‑1960 : Les Faibles femmes (Anton Tchékhov) : décors.
- 1959‑1960 : L’Anniversaire de la banque (Tchékhov) : décors.
- 1959‑1960 : L’Argent n’a pas d’odeur (George Bernard Shaw) : décors.
- 1959‑1960 : Un Caprice (Musset) : décors et programme.
- 1959‑1960 : Si j’étais Rochtschild (Chalom Aleïkem) : décors et programme.

#### Théâtre Molière, Bruxelles
- 1959‑1960 : De 7 heures à 7 heures (R. C. Sherriff), mise en scène Georges Jamin : décors.
- 1959‑1960 : Lady Godiva (Jean Canolle), mise en scène Georges Jamin : décors et costumes[64].
- 1960‑1961 : La Petite Phèdre (Canolle), mise en scène Georges Jamin : décors et costumes.
- 1960‑1961 : Ma tante d’Honfleur (Paul Gavault), mise en scène Charles Mahieu : décors et costumes.
- 1960‑1961 : L’Éventail (Carlo Goldoni), mise en scène Jo Dua : décors[65].

#### Théâtre National de Belgique, Bruxelles
Institution fondée en 1945, vocation nationale.
- 1960‑1961 : Cherchez le corps M. Blake (Frank Launder et Sidney Gilliat), mise en scène Luc André : décors et costumes[67],[68].
- 1962‑1963 : Naïves hirondelles (Roland Dubillard), mise en scène Amédée : décors[69],[68].
- 1963‑1964 : Le Ciel de lit (Jan de Hartog), mise en scène Marcel Deglume : décors, costumes, affiche[70],[68]. Diffusion R.T.B. 24 décembre 1964 et 22 août 1969[71].

#### Rideau de Bruxelles(Bruxelles)
Théâtre de découverte fondé en 1943.
- 1960 : Le Timide au palais (Tirso de Molina), mise en scène Pierre Laroche : décors et programme[73]. Diffusé à la R.T.B. le 5 mars 1961.

Au total, plus de 120 décors pour le Rideau de Bruxelles.
Auteurs belges créés au Rideau (sélection) :
- 1961‑1962 : Il pleut dans ma maison (Paul Willems), mise en scène Pierre Laroche : décor, costumes, programme, affiche[74],[75]. Plus de 150 représentations et tournées (URSS, Canada, Allemagne fédérale, Espagne). Prix du meilleur décor (Barcelone)[76],[77].
- 1964‑1965 : Oscarine ou les Tournesols (Liliane Wouters), mise en scène Henri Chanal : décors, costumes, programme.
- 1965‑1966 : Le Marché des petites heures (Paul Willems), mise en scène Pierre Laroche : décors, costumes, programme.
- 1966‑1967 : Le Roi Bonheur (Charles Bertin), mise en scène Pierre Laroche : décors, costumes, programme.
- 1968‑1969 : Mort d’une souris (Jean Sigrid), mise en scène Henri Chanal : décors et costumes.
- 1969‑1970 : Je reviendrai à Badenburg (Charles Bertin), mise en scène Pierre Laroche : décor et costumes.
- 1970‑1971 : Le Soleil sur la mer (Paul Willems), mise en scène Julien Bertheau : décors.
- 1970‑1971 : Quoi de neuf, Aruspice (Jean Sigrid) : décors et costumes.
- 1975‑1976 : Blaise Pascal, conception et mise en scène Pierre Laroche : décors et costumes (Théâtre Oblique, Paris, janv. 1978).
- 1976‑1977 : La Matrone d’Éphèse (Georges Sion), mise en scène Claude Étienne : dispositif scénique.
- 1976‑1977 : L’Auto‑stoppeur (Jean Sigrid), mise en scène Jo Dua : décors et costumes.
- 1977‑1978 : Les Indifférents (Odilon‑Jean Périer), mise en scène Claude Étienne : décors et costumes.
- 1978‑1979 : Le Bruit de tes pas (Jean Sigrid), mise en scène Jo Dua : décors et costumes.
- 1979‑1980 : L’Ambassadeur amoureux (Jacques Hislaire), mise en scène Claude Étienne : décors et costumes.
- 1980‑1981 : L’Ange Couteau (Jean Sigrid), mise en scène Bernard Damien : décors et costumes.
- 1983‑1984 : Elle disait dormir pour mourir (Paul Willems), mise en scène Henri Ruder et Claude Étienne : décors et costumes.
- 1983‑1984 : Rabelais (Bernard Damien), mise en scène Bernard Damien : décors et costumes.
- 1984‑1985 : Le Bon vin de Monsieur Nuche (Paul Willems), mise en scène Henri Ruder : décors et costumes.
- 1986‑1987 : Les Zoulous (Jean‑Luc Sobota), mise en scène Bernard Cogniaux : décors et costumes.
- 1990‑1991 : Katherine Mansfield ou l’exil éblouissant (adapt. Martine Renders), mise en scène Jules‑Henri Marchant : décors et costumes.

Auteurs français contemporains (sélection) :
- 1963‑1964 : Le Rendez‑vous de Senlis (Jean Anouilh) : décors, costumes, programme.
- 1967‑1968 : L’Été (Romain Weingarten) : décors et costumes.
- 1969‑1970 : La Valse des toréadors (Jean Anouilh) : décors, costumes, affiche.
- 1970‑1971 : Mon Faust (Paul Valéry) : décors et costumes.
- 1970‑1971 : La Ville dont le prince est un enfant (Henry de Montherlant), mise en scène Jean Meyer : décors.
- 1971‑1972 : Cher Antoine (Jean Anouilh) : décors et costumes.
- 1972‑1973 : Les Poissons rouges (Jean Anouilh) : décors et costumes.
- 1975‑1976 : Monsieur Barnett (Jean Anouilh) : décors.
- 1976‑1977 : Isma (Nathalie Sarraute) : décors et costumes.
- 1979‑1980 : À Memphis, il y a un homme d’une force prodigieuse (Jean Audureau) : décors et costumes.
- 1979‑1980 : Goethe m’a dit (Pierre de Boisdeffre) : élément de décor.
- 1981‑1982 : L’Écume des jours (Boris Vian) : décors et costumes.
- 1982‑1983 : Zazie dans le métro (Raymond Queneau) : décors et costumes.
- 1986‑1987 : Le Beau voyage (Daniel Boulanger) : décors et costumes.
- 1987‑1988 : Le Cirque (Claude Mauriac) : décors et costumes.
- 1989‑1990 : Érasme, le temps d’un portrait (Pierre Laville) : décors.
- 1990‑1991 : Le Retour au désert (Bernard‑Marie Koltès) : décors et costumes.

Auteurs étrangers (créations en langue française, sélection) :
- 1961‑1962 : La Demoiselle à la cruche (Lope de Vega) : décors, costumes, affiche.
- 1967‑1968 : L’Idiot (Fiodor Dostoïevski) : décors et costumes.
- 1968‑1969 : Le Pédagogue (James Saunders) : dispositif scénique.
- 1968‑1969 : Le Retour (Harold Pinter) : décors.
- 1969‑1970 : Six personnages en quête d’auteur (Luigi Pirandello) : décors, costumes, affiche.
- 1969‑1970 : Crime et châtiment (Fiodor Dostoïevski) : décors et costumes.
- 1969‑1970 : La Fête en plein air (Václav Havel) : décors et costumes.
- 1969‑1970 : Le Véritable inspecteur Hound (Tom Stoppard) : décor et affiche.
- 1969‑1970 : Triangle (James Saunders) : décor et affiche.
- 1973‑1974 : Le Philanthrope (Christopher Hampton) : décor.
- 1973‑1974 : Les Frères Karamazov (Fiodor Dostoïevski) : décors et costumes.
- 1974‑1975 : Edward G. comme la vedette (John Harvey Flint) : décors.
- 1974‑1975 : Long Voyage vers la nuit (Eugène O’Neill) : décors et costumes.
- 1976‑1977 : Le Monte‑plats (Harold Pinter) : décors.
- 1976‑1977 : Dirty Linen and New‑Found‑Land (Tom Stoppard) : décor et costumes.
- 1977‑1978 : Parodies (Tom Stoppard) : décor et costumes.
- 1980‑1981 : Dans un jardin de mai (James Saunders) : décor et costumes.
- 1982‑1983 : Zorba le Grec (Níkos Kazantzákis) : décors et costumes.
- 1983‑1984 : Visages connus, sentiments mélangés (Botho Strauss) : décor et costumes.
- 1984‑1985 : Les Hypocondres (Botho Strauss) : décor et costumes.
- 1985‑1986 : Cavaliers seuls (Arthur Schnitzler) : décor et costumes.
- 1986‑1987 : Camille (Pam Gems, d’après La Dame aux camélias) : décors, costumes, affiche.
- 1988‑1989 : Cerceau (Victor Slavkine) : décor et costumes.
- 1991‑1992 : Gaspard (Peter Handke) : décor et costumes.

#### Théâtre de l’Alliance (Bruxelles)
- 1960‑1961 : La Fausse suivante (Marivaux), mise en scène Werner Degand : décors[78].
- 1960‑1961 : L’Alcade de Zalamea (Pedro Calderón de la Barca), mise en scène Julien Bertheau et Pierre Laroche : décors (coproduction R.T.B., diffusion 25 avril 1961)[79].
- 1965‑1966 : Marie Stuart (Friedrich von Schiller), avec le Théâtre 140, mise en scène Maurice Sévenant : costumes.

#### Théâtre expérimental de la Cambre (Bruxelles)
- 1961‑1962 : Magie rouge (Michel de Ghelderode), mise en scène Paul Anrieu : décors et masques[80].

#### Théâtre Vaudeville(Bruxelles)
- 1961‑1962 : Bidule (Marc Cab et Jean Valmy), mise en scène Georges Mony : décors.

#### Centre dramatique de Wallonie
- 1963‑1964 : Mariana Pineda (Federico García Lorca), mise en scène Paul Anrieu : décors et costumes[81].
- 1964‑1965 : Le Vétéran (texte français Michel Arnaud), mise en scène Jean‑Pierre Willemaers : décors et costumes.
- 1964‑1965 : Du Millet pour la 8e armée (Loo Ding, Chang Fu, Chu Shin‑Nan), mise en scène Paul Anrieu : décors et costumes[82].
- 1964‑1965 : Le Baladin du monde occidental (John Millington Synge) : décors (mise en scène Louis Boxus).
- 1965‑1966 : Le Tigre et Les Dactylos (Murray Schisgal) : décors (mise en scène Louis Boxus).

#### Théâtre Royal du Parc(Bruxelles)
- 1964‑1965 : La Locandiera (Carlo Goldoni), mise en scène Armand Delcampe : décors[83].
- 1967‑1968 : Trois valses (Oscar Straus), livret Léopold Marchand et Albert Willemetz, mise en scène Jean Nergal et Louis Boxus : décors et costumes[84].
- 1970‑1971 : Monsieur chasse (Georges Feydeau), mise en scène Louis Boxus : décors et costumes[85].
- 1970‑1971 : Chaud et froid (Fernand Crommelynck), mise en scène Jean Nergal : décors et costumes[86].

#### Théâtre universitaire de Louvain / Atelier théâtral de Louvain‑la‑Neuve
- 1965‑1966 : Le Manteau (Nicolas Gogol), mise en scène Armand Delcampe : décors et costumes.
- 1971‑1972 : Fin de partie (Samuel Beckett), mise en scène Armand Delcampe : décors.
- 1977‑1978 : Comédie à l’ancienne (Alexeï Arbuzov), mise en scène Yutaka Wada : décors et costumes[87].
- 1983‑1984 : La mienne s’appelait Régine (Pierre Rey), mise en scène Armand Delcampe : décors, costumes, programme (Théâtre de l’Œuvre, Paris, 3 mai – 28 juin 1986)[88],[89].

#### KVS, Bruxelles
- 1966‑1967 : Meneer gaat op jacht (Georges Feydeau), mise en scène Claude Volter : décors et costumes.
- 1983‑1984 : De zottin van Chaillot (Jean Giraudoux) : décors et costumes.

#### Nederlands Toneel Gent (Gand)
- 1966‑1967 : De gevangenen van Altona (Jean‑Paul Sartre) : décors.
- 1967‑1968 : Het kind van de Rekening (Paul Anrieu) : costumes.

#### Compagnie des Galeries, Bruxelles
- 1970‑1971 : Doubles‑mixtes : Compte à rebours (Alan Ayckbourn), Faux départ (James Saunders), La Halte (David Campton), Noces d’argent (John Bowen), Nocturne (Harold Pinter), Norma (Alun Owen), Permanence (Fay Weldon), Score (Lyndon Brook), mise en scène Jacques Joël : décors et costumes[90],[91],[92],[93],[94],[95],[96],[97]. Enregistré au Théâtre Royal des Galeries (diffusion R.T.B. 20 avril 1971)[98].

#### Centre dramatique ardennais, Atelier Ambly (Nassogne)
- 1975‑1976 : La Colonie (Marivaux), mise en scène Jacques Herbet : costumes.
- 1976‑1977 : La Promenade en mer : décors et costumes.

#### Groupe Triangles, Bruxelles
- 1976‑1977 : Dispersion (chor. Pierre Droulers) : costumes.

#### Théâtre du (nouveau) Gymnase, Liège
- 1976‑1977 : Kean ou désordre et génie (Jean‑Paul Sartre) : décors et costumes.
- 1977‑1978 : Don Juan (Molière).
- 1978‑1979 : Molière : décors et costumes.
- 1980‑1981 : Une femme qu’a le cœur trop petit (Fernand Crommelynck), mise en scène Alain Guy Jacob : décors, costumes, programme ; joué aussi au Théâtre de l'Ancre (Charleroi)[99],[100].

#### Théâtre de l’Ancre, Charleroi
- 1980‑1981 : Célimare le bien‑aimé (Eugène Labiche), mise en scène Frédéric Latin : décors et costumes.
- 1986‑1987 : Dans l’intérêt général (Walter van den Broeck), mise en scène Jo Dua : décors et costumes[101],[102].

#### Théâtre de l’Épi (Saintes), jeune public
Compagnie fondée en 1976 (Frédéric Latin). Renard y est décorateur.
- 1976‑1977 : Le Jeu des comédiens et du temps qui passe : décors, costumes, affiche.
- 1978‑1979 : Majestix contre Quasimodo : décors, costumes, affiche[104].
- 1980‑1981 : La millième nuit : décors, costumes, affiche.

#### Théâtre des Jeunes de la Ville de Bruxelles, jeune public
Débute en 1972 (deux spectacles annuels).
- 1980‑1981 : Grain d’aile (Paul Éluard) : décors et costumes.
- 1981‑1982 : Six qui n’ont peur de rien : décors.
- 1983‑1984 : La Reine des neiges (Hans Christian Andersen), mise en scène Monique Verley : décors.
- 1984‑1985 : Jules Renard (mise en scène Monique Verley) : décors[106].
- 1986‑1987 : Le Lièvre et le Hérisson (Jacob et Wilhelm Grimm), mise en scène Monique Verley : décors.
- 1994‑1995 : L’Enfant qui ne voulait pas grandir (Paul Éluard) : décors et costumes.

#### Théâtre des Zygomars (Namur), marionnette / jeune public
- 1983‑1984 : Du Vent dans la tête (Jules‑Henri Marchant), mise en scène Frédéric Latin : décors[107].
- 1989‑1990 : Le Roi Lear (William Shakespeare), mise en scène Frédéric Latin : décors.
- 1990‑1991 : La Répétition ou le Royaume de la mer (Frédéric Latin) : décors[108].

#### Théâtre royal de Toone, Bruxelles (marionnettes)
Textes adaptés et interprétés par José Géal. Reprises régulières.
- 1978‑1979 : Geneviève de Brabant (d’après Erik Satie) : décors et marionnettes[109],[110].
- 1980‑1981 : Faust (d’après Charles Gounod) : décors et costumes[111],[112].
- 1990‑1991 : Les Trois Mousquetaires (d’après Alexandre Dumas) : décors.
- 1992 : Christophe Colomb et la tragédie péruvienne (A. et E. Fauquez, d’après Garcilaso de la Vega et Bartolomé de las Casas) : décors et costumes[113].
- 1994‑1995 : Lucrèce Borgia (d’après Victor Hugo) : décors[114].
- 1997 : Mc Beth (d’après William Shakespeare) : décors et marionnettes[115].

#### Studio Herman Teirlinck, Anvers
- 1988‑1989 : Het circus, mise en scène Alain Louafi : costumes.
- 1988‑1989 : Orpheus, mise en scène Christiane Glick et Alain Louafi : costumes.
- 1989‑1990 : Kantan (Yukio Mishima, Nô) : décors et costumes.
- 1989‑1990 : Ploem‑Klets (Kyōgen) : décors et costumes.
- 1989‑1990 : Yoroboshi (Mishima, Nô) : décors et costumes.
- 1990‑1991 : Sjakti, mise en scène Harry Verrijckt et Alain Louafi : décors.

#### Opéra national,La Monnaie, Bruxelles
- 1960‑1961 : Kiss Me, Kate (Cole Porter), livret Sam et Bella Spewack (d’après William Shakespeare), mise en scène Ernst Pichler : décors, costumes, programme, affiche[116].
- 1961‑1962 : La Contrebasse (Henri Sauguet), livret Henri Troyat, mise en scène Paul Anrieu : costumes.
- 1963‑1964 : Le Rossignol (Igor Stravinsky) d’après Hans Christian Andersen, mise en scène Jean‑Marc Landier : décors et costumes.
- 1964‑1965 : L’elisir d’amore (Gaetano Donizetti), livret Felice Romani, mise en scène Enrico Frigerio : décors et costumes.
- 1970‑1971 : L’Heure espagnole (Maurice Ravel), livret Franc‑Nohain, direction Jean‑Pierre Jacquillat, mise en scène Jean‑Marc Landier : décors et costumes.

#### Opéra royal de Wallonie, Liège
- 1961‑1962 : Manon (Jules Massenet), mise en scène René Tobelli : décors et costumes.
- 1965‑1966 : Le Pêcheur et son âme (André Leclair), mise en scène Jean Delire : décors.
- 1966‑1967 : La Vie parisienne (Jacques Offenbach) : décors.
- 1966‑1967 : Le Baron tzigane (Johann Strauss II), mise en scène Alice Bosmant : décors et costumes.
- 1967‑1968 : Manon Lescaut (Giacomo Puccini), mise en scène Raymond Rossius : décors et costumes.
- 1968‑1969 : Le Retable de Maître Pierre (Manuel de Falla), Opéra et Ballet de Wallonie, dir. Roger Rossel, mise en scène Vincent Darconnat : décors et costumes.
- 1968‑1969 : Le Baron tzigane (Strauss), dir. Edgard Doneux : décors et costumes.
- 1968‑1969 : Manon (Massenet), dir. Roger Rossel, mise en scène Raymond Rossius : décors et costumes.
- 1969‑1970 : L’Enfant et les Sortilèges (Maurice Ravel), livret Colette, dir. Marcel Désiron, chor. Lélé de Triana, mise en scène Vincent Darconnat : décors et costumes.
- 1969‑1970 : L’Heure espagnole (Ravel), livret Franc‑Nohain, dir. Roger Rossel, mise en scène Alice Bosmant : décors et costumes.
- 1969‑1970 : La Grande‑Duchesse de Gérolstein (Offenbach), dir. Edgard Doneux, chor. Christian Hazera, mise en scène Robert Mathieu : décors et costumes.
- 1970‑1971 : Le Baron tzigane (Strauss), dir. Robert Bleser, chor. Nicolas d’Alvia, mise en scène Vincent Darconnat : décors et costumes.
- 1970‑1971 : La Vie parisienne (Offenbach), dir. Roger Rossel, chor. Nicolas d’Alvia, mise en scène Louis Verlant : décors.
- 1970‑1971 : Zémire et Azor (André Grétry), dir. Marcel Désiron, mise en scène Raymond Rossius : décors et costumes.
- 1970‑1971 : Manon Lescaut (Puccini), dir. Marcel Désiron et Robert Bleser, chor. Nicolas d’Alvia, mise en scène Raymond Rossius : décors et costumes.
- 1971‑1972 : Orphée aux enfers (Offenbach), mise en scène Dominique Tirmont : décors et costumes.
- 1972‑1973 : Quand fleurissent les violettes (Robert Stolz), mise en scène Guy Fontagnère : décors et costumes.
- 1978‑1979 : Farandole d’amour : décors et costumes.

#### Ballet de Wallonie, Charleroi
- 1967‑1968 : Shéhérazade (Nikolaï Rimski‑Korsakov), chor. Boris Tonin : décors et costumes.
- 1969‑1970 : Francesca da Rimini (Piotr Ilitch Tchaïkovski), chor. André Leclair : décors et costumes.
- 1970‑1971 : Le Regard (René Defossez), chor. Peter Van Dyk : décors et costumes.
- 1970‑1972 : La Valse (Ravel), chor. George Skibine : décors et costumes.
- 1977‑1978 : Spartacus (Aram Khatchatourian), chor. Attilio Labis : décors et costumes.

### En Allemagne

#### Schauspiel Köln
- 1961 : Woyzeck (Georg Büchner), mise en scène Herbert Maisch : décors.
- 1961 : La Cruche cassée (Heinrich von Kleist), mise en scène Herbert Maisch : décors.

### En France

#### Centre dramatique national du Nord (Roubaix)
- 1960‑1961 : Lysistrata (Aristophane), mise en scène André Reybaz : décors et costumes[117].
- 1960‑1961 : Robinson (Jules Supervielle), mise en scène Gérard Vergez : décors et costumes.
- 1961‑1962 : Boulevard Durand (Armand Salacrou), mise en scène André Reybaz : décors et costumes (Théâtre Sarah‑Bernhardt, Paris)[118].
- 1961‑1962 : Le Mariage de Figaro (Beaumarchais), mise en scène André Reybaz : décors et costumes (Hôtel de Sully, Festival du Marais 1963)[119].
- 1962‑1963 : Othello (William Shakespeare), mise en scène André Reybaz : décors[120].
- 1964‑1965 : Dom Juan (Molière), mise en scène André Reybaz : décors et costumes.
- 1964‑1965 : Siegfried (Jean Giraudoux), mise en scène André Reybaz : décors et costumes.
- 1965‑1966 : Le Bal des voleurs (Jean Anouilh), mise en scène André Reybaz : décors, costumes, programme[121].
- 1965‑1966 : Un Caprice de Bonaparte (Stefan Zweig), mise en scène André Reybaz : décors et costumes[122].

#### Festival d'Avignon
- 1973 : Le Nosferat (Maurice Rabinowicz et Marc Herouet), mise en scène Maurice Rabinowicz : costumes[123].
- 1989 : L’Art d’aimer (Ovide), mise en scène Roland Mahauden : dispositif scénique et affiche.
- 1998 : Voyage de Noël (Alain Gras), mise en scène Paul Anrieu : décors et costumes.

### Aux Pays‑Bas

#### Het Groot‑Limburgs Toneel
- 1966‑1967 : De Verlegen minnaar (Tirso de Molina), mise en scène Pierre Laroche : décors et costumes[124].
- 1967‑1968 : Het glas water (Eugène Scribe), mise en scène Cas Baas : décors et costumes[125].
- 1972‑1973 : Zo is het of lijkt het zo ? (Luigi Pirandello), mise en scène Pierre Laroche : décors et costumes[126].
- 1974‑1975 : De ware vriend (Carlo Goldoni), mise en scène Jo Dua : décors, costumes, affiche[127].

#### De Haagse Comedie
- 1979‑1980 : Bedrog (Harold Pinter), mise en scène Jo Dua : décors et costumes[128].
- 1980‑1981 : Tartuffe (Molière), mise en scène Pierre Laroche : décors et costumes[129].
- 1982‑1983 : Ionescopade (d’après Eugène Ionesco), mise en scène Jo Dua : décors et costumes[130].

#### De Nederlandse Operastichting
- 1968‑1969 : L’Heure espagnole (Maurice Ravel), livret Franc‑Nohain, mise en scène Lotfi Mansouri : décors et costumes[131].

#### Toneelgroep Amsterdam
- 1977‑1978 : Blaise Pascal (Pierre Laroche), mise en scène Pierre Laroche, chor. Matthew Nash : décors et costumes[132].

#### Tekstpierement BV (comédies musicales)
- 1979‑1980 : Maskerade (Jos Brink, Frank Sanders), mise en scène Jo Dua : décors, costumes, programme et affiche[133].
- 1981‑1982 : Amerika, Amerika (Jos Brink, Frank Sanders), mise en scène Jo Dua et Barrie Stevens : décors, costumes, affiche[134].
- 1983‑1984 : Evenaar (Jos Brink, Frank Sanders), mise en scène Jo Dua et Barrie Stevens : décors et costumes[135].

## Télévision et cinéma
Entre 1956 et 1984, Renard travaille régulièrement pour l’INR‑TV (ancêtre de la R.T.B.), la R.T.B. et occasionnellement pour l’O.R.T.F..
Entre 1958 et 1962, la R.T.B. lui confie décors et génériques d’émissions pour enfants (Les mille et un jeudis, Aux quatre vents, Le Magazine des jeunes, La Clé des champs). Il conçoit ensuite les décors de nombreuses dramatiques.
- 1962 : La Cruche cassée (Kleist), adapt. Jean Delire, 35 mm n/b, R.T.B.[137].
- 1964 : Le Marchand de Venise (Shakespeare).
- 1965 : Le Pêcheur et son âme (Oscar Wilde), adapt. Jean Delire, 35 mm n/b, R.T.B.
- 1970 : Un manteau pour l’éternité (Françoise Catteau, d’après Gogol), réal. Michel Rochat, prod. Étienne Samson, R.T.B., tournage en studio avec le Théâtre de l’Équipe[138].
- 1971 : Des oiseaux sur la branche, comédie musicale, coprod. R.T.B.–O.R.T.F.[139].
- 1971 : Arsène Lupin – Le 7 de cœur (Maurice Leblanc), réal. Jean‑Louis Colmant, 35 mm couleur, prod. Jacques Nahum (O.R.T.F.).
- 1973 : Le Nosferat (Maurice Rabinowicz), Festival d’Avignon, coprod. R.T.B.–O.R.T.F.[123].
- 1974 : Boulevard Durand (Salacrou), O.R.T.F.
- 1974 : Victor ou les enfants au pouvoir, Service dramatique R.T.B.

Cinéma :
- 1984 : Du sel sur la peau, long métrage couleur, comédie de Jean‑Marie Degesves (avec Richard Bohringer, Catherine Frot, Anne Clignet, Yvette Merlin, Isabelle Glorie, Michel Galabru)[140].

## Livres illustrés par Raymond Renard

### Jeunesse
- 1964 : Qui est ?… Léonard de Vinci, Éd. Hatier (coll. Qui est ?).
- 1964 : Qui est ?… Galilée, Hatier (coll. Qui est ?).
- 1964 : Qui est ?… Edison, Hatier (coll. Qui est ?).
- 1964 : Qui est ?… Christophe Colomb, Hatier (coll. Qui est ?).
- 1965 : Qui est ?… Rembrandt, Hatier (coll. Qui est ?).
- 1965 : Qui est ?… Churchill, Hatier (coll. Qui est ?).
- 1967 : Men of Genius – Leonardo da Vinci, Webster Division, McGraw‑Hill.
- 1967 : Men of Genius – Galileo, Webster Division, McGraw‑Hill.
- 1967 : Men of Genius – Thomas Edison, Webster Division, McGraw‑Hill.
- 1967 : Men of Genius – Christopher Columbus, Webster Division, McGraw‑Hill.
- 1967 : Men of Genius – Rembrandt, Webster Division, McGraw‑Hill.
- 1968 : Men of Genius – Marco Polo, Webster Division, McGraw‑Hill.
- 1968 : Men of Genius – Shakespeare, Webster Division, McGraw‑Hill.
- 1968 : Men of Genius – Churchill, Webster Division, McGraw‑Hill.
- 1968 : Men of Genius – Mozart, Webster Division, McGraw‑Hill.
- 1968 : Around The World Library – Measuring time, Webster Division, McGraw‑Hill[141].
- 1968 : Around The World Library – Money, Webster Division, McGraw‑Hill.
- 1969 : Around The World Library – Writing, Webster Division, McGraw‑Hill.
- 1969 : Qui est ?… Shakespeare, Hatier (coll. Qui est ?).
- 1969 : Qui est ?… Marco Polo, Hatier (coll. Qui est ?).
- 1969 : Qui est ?… Mozart, Hatier (coll. Qui est ?).
- 1971 : Grandi figure dell’umanità – Galileo Galilei, Antonio Vallardi.
- 1971 : Grandi figure dell’umanità – Marco Polo, Antonio Vallardi.
- 1971 : Grandi figure dell’umanità – Leonardo da Vinci, Antonio Vallardi.

### Autres (catalogues, brochures, dépliants)
- 1954 : Le Hérou, Éditions Arts et Voyages (dépliant touristique).
- 1954 : Francorchamps, Éditions Arts et Voyages (dépliant touristique).
- 1954 : Profondeville, Éditions Arts et Voyages (dépliant touristique).
- 1954 : Cantons rédimés, Éditions Arts et Voyages (dépliant touristique).
- 1954 : Soleils, Éditions Arts et Voyages (dépliant touristique).
- 1957 : Petit guide du futur propriétaire, C.E.P.I. asbl.
- 1958 : Opération Musées, Commissariat général au Tourisme.
- 1959 : Les 9 provinces, Commissariat général au Tourisme.
- 1959 : Opération Moulins, Commissariat général au Tourisme.
- 1987 : The Wonderful Story of Diamant Boart (Diamant Boart).
- 1988 : Sophie Orloff, Images de comètes..., ARB, Classe des Beaux‑Arts, 5e série, t. LXX : reproduction La Comète de Halley (Renard).
- 2004 : Pierre Ghêne & Paul Anrieu, Paul Delvaux raconte..., Havaux : deux peintures de Renard, p. 248.
- 2004 : Fabrice van de Kerkhove, Paul Willems « Vers le Théâtre 1950‑1992 », Archives et Musée de la Littérature : reproduction d’un dessin de Renard, p. 95.

## Expositions
Renard n’a jamais cessé de peindre. En 1988, il confie : « Je peins trois ou quatre tableaux par an, des naïfs. [...] ».
« Dans ses “tableaux”, Renard confie un univers simple et poétique [...] »
- 1983 : Artes Bruxellae, Maison du Spectacle La Bellone, Bruxelles (collective), 3 peintures[145].
- 1986 : Dessine‑moi un Renard, Maison du Spectacle La Bellone, Bruxelles, 43 peintures[146],[147],[148],[149].
- 1988 : Médecine à la carte, Maison des Arts spontanés et naïfs, Bruxelles (collective), 2 peintures[150],[151].
- 1988 : Les miroirs de la scène, Théâtre National de la Communauté française de Belgique (Bruxelles), collective, 4 peintures.
- 1989 : Arts spontanés, Service culturel de la Province du Brabant, collective, 6 peintures.
- 1989 : L’École vue par 42 peintres naïfs, Espace Éducation, collective, 2 peintures[152].
- 1989 : Vision d’artistes, Galerie CGER, Liège, collective.
- 1993 : Rêves sur bois, Rideau de Bruxelles, 20 peintures[153],[154].
- 1996 : Regards, Rideau de Bruxelles, 33 peintures[155],[156].
- 1998 : Rimbaud, Rideau de Bruxelles, 31 peintures[157].
- 2001 : Que sont mes amis devenus, Rideau de Bruxelles, 33 peintures[158].
- 2003 : Raymond Renard va au théâtre, Maison du Spectacle La Bellone, Bruxelles, 26 peintures[159],[160],[161].

Maquettes, costumes et affiches exposés :
- 1957 : 30 Décorateurs présentent leur travail, Théâtre des Galeries, Bruxelles (Union des Décorateurs de Belgique). Deux affiches d’annonce (Serge Creuz et Renard)[162],[163].
- 1959 : Affiches, Atelier Veranneman, Courtrai (collective).
- 1961 : 9 graphistes proposent leur conception de l’affiche, Galeries Saint‑Hubert, Bruxelles (collective).
- 1980 : L’Art de l’Affiche en Belgique 1900‑1980, Galerie CGER, Bruxelles (collective)[164].
- 1983 : Affiches de spectacles en Belgique francophone, Théâtre de la Louvière (La Louvière), collective.
- 2005 : 50 affiches de la culture soviétique à Moscou et à Bruxelles, Centre culturel d’Uccle, collective.
- 2011 : Sur la piste de Pascal Jacob, Salon du Livre Jeunesse de Montreuil (France), collective.

## Distinctions
- 1953 : 2e prix du Grand concours d’art publicitaire (Agence Rossel), catégorie « artistes publicitaires belges 18–25 ans »[165].
- 1962 : Délégué par la Section des arts plastiques de la Commission nationale belge de l’U.N.E.S.C.O. au Colloque international sur le spectacle de foule (Athènes‑Épidaure).
- 1965 : Prix du meilleur décor au Festival du théâtre latin (Barcelone) pour Il pleut dans ma maison (Rideau de Bruxelles)[166].
- 1981 : Chevalier de l’Ordre de Léopold II.
- 1987 : Chevalier de l’Ordre de la Couronne.
- 1992 : Croix de chevalier de l’Ordre de Léopold.